# Oswald Tesimond
Oswald Tesimond (alias Greenway), född 1563, död 23 augusti 1636, var en engelsk jesuitisk präst. 
Han föddes i antingen Northumberland eller York och utbildade sig i York, tillsammans med bland annat John och Christopher Wright samt Guy Fawkes. Tesimond utbildade sig från den 9 september 1580 på Collegium Anglorum innan han den 13 april 1584 blev jesuit. Efter att ha studerat teologi i Messina undervisade han i filosofi både där och i Palermo. Tesimond åkte sedan tillbaka till England under november 1587 för att ta del i en mission, där han var i Gravesend den 9 mars 1598. Han arbetade även tillsammans med fader Edward Oldcorne under åtta år i Worcestershire och Warwickshire. Han svor de fyra högtidliga löftena inom jesuitorden den 28 oktober 1603.
Tesimond verkar ha blivit informerad om krutkonspirationen av dess ledare, Robert Catesby, flera månader innan det tänkta sprängdådet skulle äga rum. Tesimond ska ha informerat fader Henry Garnet om konspirationen den 23 juli 1605. De bestämde sig för att inte direkt ta avstånd från konspirationen, men samtidigt inte heller bli inblandad i den. Istället höll de konspirationen hemlig, även om detta sågs som ett lagbrott. Tesimond träffade konspiratörerna i Huddington Court den 6 november 1605, dagen efter konspirationen hade misslyckats. Thomas Wintour ska strax innan sin avrättning ha sagt att jesuiterna var utan skuld i konspirationen och att de inte hade känt till denna i förväg.
Tesimond arresterades ändå, men lyckades fly. Han gömde sig hos papister i Essex och Suffolk innan han lyckades ta sig till Calais med hjälp av en mindre båt fylld med döda grisar. Efter en kortare tid i Saint-Omer flyttade han söderut. Tesimond arbetade sedan i både Messina och Rom under flera år innan han flyttade till Neapel, där han dog den 23 augusti 1636.